# Rifugio Galassi
Das Rifugio Galassi (vollständiger Name Rifugio Pietro Galassi, deutsch Galassihütte) ist eine alpine Schutzhütte der Sektion Mestre des Club Alpino Italiano (CAI). Sie liegt in der italienischen Region Venetien innerhalb der Belluneser Dolomiten, auf einer Höhe von 2018 m s.l.m. auf dem Gemeindegebiet von Calalzo di Cadore. Die Hütte ist in der Regel von Mitte Juni bis Mitte September geöffnet und verfügt über 99 Schlafplätze.

## Lage
Die Hütte liegt unterhalb der Forcella Piccola (kleine Scharte) im oberen Val d’Oten, welches hier den Antelao im Süden von der Marmarole-Gruppe im Norden trennt.

## Geschichte
Bereits 1895 wollte die Sektion Venedig des CAI eine Schutzhütte in diesem Bereich des Antelao errichten. Das Projekt scheiterte aber am Einspruch der damals zuständigen Gemeindeverwaltung von San Vito di Cadore. Zwischen 1903 und 1905 war es schließlich das Regio Esercito Italiano, das hier ein Gebäude als militärische Unterkunft errichtete. Es diente zunächst als Stützpunkt der Alpini, die in der Umgebung ihre Übungen abhielten. 1913 wurde die Hütte nach dem in Libyen verstorbenen Alpini-Oberleutnant Pietro Galassi benannt. Anfang der 1930er Jahre wurde das mittlerweile vom Militär nicht mehr genutzte Gebäude an die CAI-Sektion Pieve di Cadore übergeben, aber bereits 1937 unterstand sie wieder der italienischen Armee. 1950 übernahm sie schließlich die CAI-Sektion Mestre, die sie 1967 und 1970 renovieren ließ.

## Zustiege
- Von San Vito di Cadore 1018 m ⊙ am Rifugio Scotter vorbei auf den Wegen 228, 229 und 227
- Von Praciadelan (Parkplatz) 1046 m ⊙ durch das Val d’Oten auf Weg 255

## Nachbarhütten und Übergänge
An der Hütte führen die Dolomiten-Höhenwege 4 und 5 entlang. Die nächstgelegenen Hütten dort sind:
- Zum Rifugio Antelao, 1796 m ⊙ auf Weg 250
- Zum Rifugio San Marco, 1823 m ⊙ auf Weg 227

### Karten
- Tabacco-Karte 1:25.000, Blatt Nr. 016, Dolomiti del Centro Cadore
- Tabacco-Karte 1:25.000, Blatt Nr. 03, Cortina d’Ampezzo e Dolomiti Ampezzane
- Kompasskarte 1:50.000, Blatt Nr. 55, Cortina d’Ampezzo